# فرهنگ مردمی

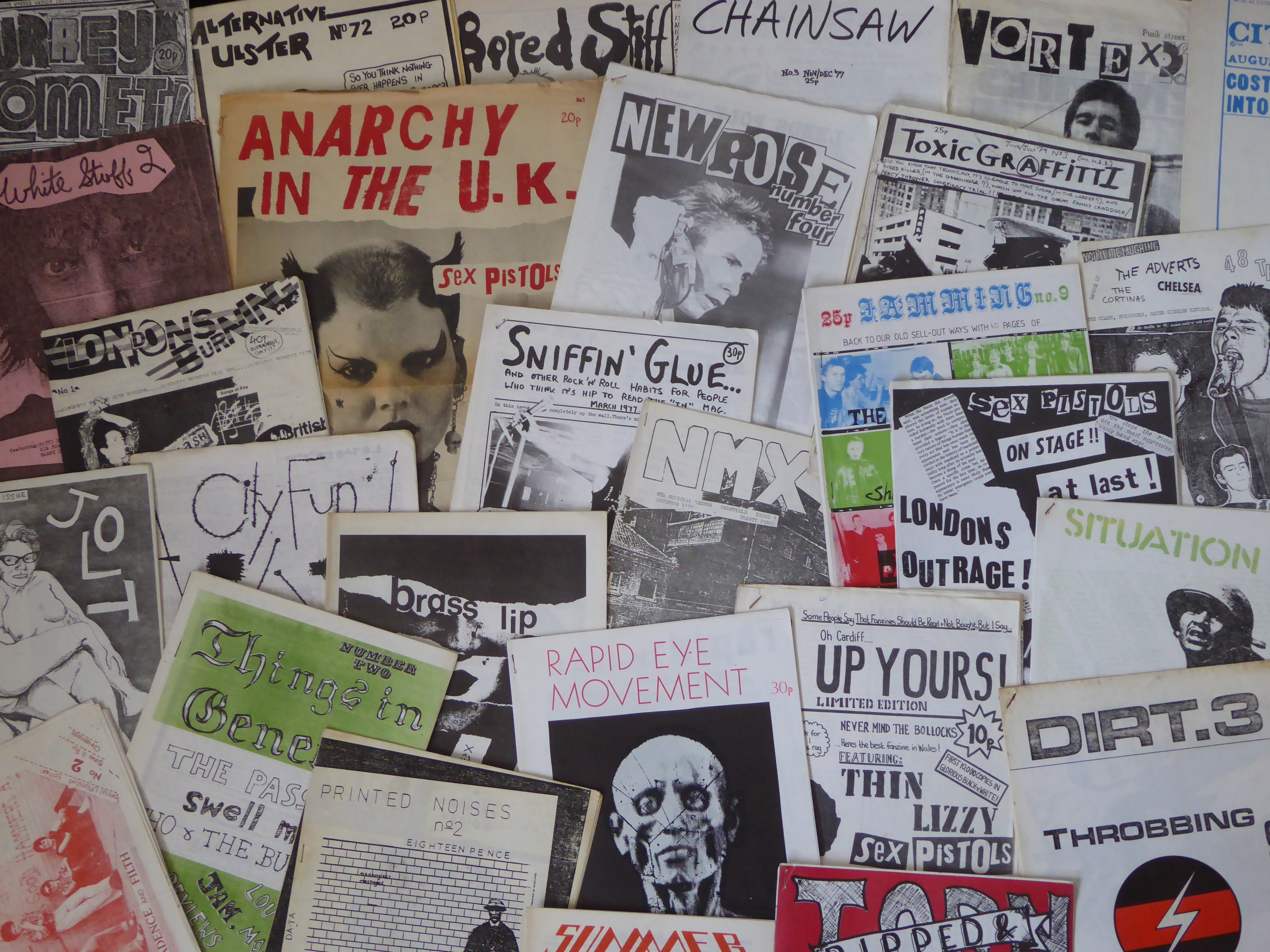
تصویر مربوط به فرهنگ مردمی

فرهنگ مردمی یا فرهنگ عامه (انگلیسی: Popular culture) اصطلاحی است که در سال ۱۸۴۶ از سوی ویلیام تامس (william Thams) عتیقه‌شناس انگلیسی ابداع شد و به نحوهٔ زندگی انسان‌ها در طبیعت، رفتارها و همچنین معناهای مشترکی گفته می‌شود که عامه مردم جامعه در زندگی روزمره با آن سر و کار دارند.
چند نظریه کلی پیرامون فرهنگ عامه وجود دارد:
- نخست اینکه آن را از طرف صنایع فرهنگ‌سازی سرمایه‌داری تحمیل شده و با هدف عوام فریبی و سود بردن می‌دانند. این دیدگاه، فرهنگ عامه را یک نظام (ساختار، قالب و چهارچوب) می‌بیند. دیدگاه‌های ساختارگرایی، مکتب فرانکفورت، برخی انواع پساساختارگرایی و اقتصاد سیاسی مدافع این نگرش هستند.[۲]
- نگرشی که فرهنگ عامه را برآمده از اعماق جامعه و «ندای» واقعی مردم و طبقه کارگر یا خرده‌فرهنگی «اصیل» دانسته و این دیدگاه فرهنگ را شامل نوعی کنش‌گری مردم می‌داند. دیدگاه‌های تاریخ اجتماعی، تاریخ اعماق جامعه و برخی انواع ساختارگرایی مدافع این نظر هستند.[۲]
- نظریه‌پردازانی با به‌کارگیری مفهوم هژمونی، فرهنگ عامه را «موازنه‌ای مبتنی بر مصالحه» از هر دو دیدگاه بالا می‌دانند. این پژوهشگران توجه خود را بر نحوه فرهنگ‌سازی مردم با استفاده از کالاهای فراهم‌شده توسط صنایع فرهنگ سازیِ سرمایه‌داری، معطوف می‌کنند و رابطه میان کنش‌گری و نظام (میان تولید و مصرف) را رابطه‌ای دیالکتیکی می‌دانند. این دیدگاه که «انسان‌ها، هم فرهنگ خود را می‌سازند و هم توسط فرهنگ ساخته می‌شوند» را در واقع کارل مارکس نخستین بار ارائه کرد. آنتونیو گرامشی و دیگر نظریه‌پردازان نیز به‌طور جدی بدان پرداخته‌اند.[۲]